# Marcus Pomponius Dionysius
Marcus Pomponius Dionysius (1e eeuw v.Chr.) was een vrijgelatene van Titus Pomponius Atticus, van wie hij zijn nomen, zijn Romeinse naam kreeg. Het praenomen Marcus werd hem als eerbetoon aan Marcus Tullius Cicero gegeven. Onze kennis over Dionysius is afkomstig uit de briefwisseling tussen Cicero en Atticus.
Dionysius was van Griekse afkomst. Van eind 54 tot december 50 v.Chr. was Dionysius door Atticus 'uitgeleend' aan Cicero als onderwijzer voor diens twee zonen. Toen Cicero in 51/50 het gouverneurschap van Cilicië bekleedde, ging Dionysius mee als onderdeel van de familie. Cicero was al die jaren uitermate lovend over Dionysius. De relatie tussen beiden bekoelde echter in het jaar 49 toen Dionysius weigerde zich bij Cicero te voegen toen deze laatste de stad Rome ontvluchtte. Cicero was aanhanger van Pompeius en moest de stad verlaten omdat Julius Caesar met een leger Italië was binnengetrokken. Cicero had verwacht dat Dionysius uit zichzelf naar hem zou toekomen en was onaangenaam verrast over diens weigering. Cicero beklaagde zich hierover bij Atticus, die vervolgens Dionysius aanspoorde om alsnog naar de villa van Cicero af te reizen. Daar bood Dionysius zijn excuses aan, maar deze vielen niet in goede aarde bij Cicero. Dionysius werd door hem weggestuurd.